# Іванівка (Щигровський район)
Іванівка (рос. Ивановка) — присілок в Щигровському районі Курської області Російської Федерації.
Населення становить 7 осіб. Входить до складу муніципального утворення Вишневська сільрада.

## Географія
Село знаходиться в північно-східній частині Курської області, в межах південно-західної частини. В лісостеповій зоні, на лівому березі річки Польова Плота, на південь від автодороги 38К-016, на відстані приблизно 4 кілометрів (по прямій) на південний схід від міста Щигри, адміністративного центру району.

### Клімат
Клімат характеризується як помірно континентальний, з теплим літом та помірно холодною зимою. Середньорічна температура - 4,7 - 5,7 - °C. Середня температура повітря найтеплішого місяця (липня) - 19 - 24 ° C (абсолютний максимум - 37 ° C); найхолоднішого (січня) - −9 - −5 ° C (абсолютний мінімум - - 32 ° C). Середньорічна кількість атмосферних опадів складає 582 мм. .

## Населення
| 2002 | 2010 |
| ---- | ---- |
| 11   | ↘7   |

За даними Всеросійського перепису населення 2010 року у статевій структурі населення чоловіки становили 57,1%, жінки — відповідно 42,9%.

### Національний склад
Відповідно до результатів перепису 2002 року, в національній структурі населення росіяни становили 100%.